# Балта (род)
Балта — казахский род в составе ашамайлы-кереев Среднего жуза.

## Происхождение
Согласно З. Садибекову, балта являются потомками Ашамайлы — общего предка ашамайлы-кереев. По шежире, основателем рода является Балта, сын Шибая и внук Ашамайлы. Ашамайлы-кереи наряду с абак-кереями представляют собой один из двух основных родов в составе кереев.
Согласно исследованиям С. Абилева, два клана кереев разделились около 20-22 поколений назад. Это дает 500-550 (25 лет на поколение) или 600-660 лет жизни до общего предка. Он пишет, что старкластер С3 является генетическим маркером для ашамайлы-кереев и абак-кереев. Как отмечает С. Абилев, кереи родственны средневековым кереитам.
Согласно Ж. М. Сабитову, С3-старкластер, выявленный у кереев, связан с огромным массивом монгольских племен 13 века, распространивших эту гаплогруппу по территории Монгольской империи.

## Состав
От Балта происходят подроды:
- кара-сары,
- каратал,
- байкожа,
- мураталы,
- курманкул,
- мырза,
- иранбак,
- айткум,
- жадик,
- нашан,
- корикты,
- акбалык,
- жолбарыс,
- жайылган,
- баргана.

## Представители
Из рода Балта вышли батыры Баржакы, Турысынбай, Нашан, Итике. Клич — Ошыбай, знак — ашамай.